# Francesco De Bonis
Francesco de Bonis (Isola del Liri, Laci, 14 d'abril de 1982) és un ciclista italià. Va debutar com a professional el 2008 a l'equip Gerolsteiner. Bon escalador, es va donar a conèixer durant la disputa del Tour de Romandia, en què guanyà una etapa i la classificació de la muntanya.
El 17 de juny de 2009 fou suspès pel seu equip, el Serramenti PVC Diquigiovanni per haver-se-li obert un procediment disciplinari per irregularitats en el passaport biològic. Per altra banda donà positiu en un control antidopatge per EPO CERA durant el Giro d'Itàlia, sent anunciat el resultat a l'octubre. El Tribunal nacional antidopatge del Comitè Olímpic Italià va dictaminar una sanció de dos anys i una multa de 13.000 euros, sent el primer esportista sancionat pel seu passaport biològic. Fins al 17 de juny de 2011 no pot tornar a córrer.

## Palmarès
- 2007 (amateur) 
  - 1r al Gran Premi Folignano
  - 1r al Trofeo Internazionale Bastianelli
- 2008
  - Vencedor d'una etapa del Tour de Romandia i vencedor de la classificació de la muntanya

### Resultats al Giro d'Itàlia
- 2009. 84è de la classificació general